# NGC 3334
NGC 3334 ist eine linsenförmige Galaxie mit ausgedehnten Sternentstehungsgebieten vom Hubble-Typ S0 im Sternbild Kleiner Löwe am Nordsternhimmel. Sie ist schätzungsweise 322 Millionen Lichtjahre von der Milchstraße entfernt und hat einen Durchmesser von etwa 105.000 Lj.

Im selben Himmelsareal befindet sich u. a. die Galaxie NGC 3304.
Das Objekt wurde am 17. März 1787 vom deutsch-britischen Astronomen William Herschel entdeckt.